# Festes del Tura
Les Festes del Tura és la festa major d'Olot. El seu nom prové de la patrona de la ciutat, la Verge del Tura, i se celebren pels volts del dia 8 de setembre. Les festes en honor de la Mare de Déu del Tura, patrona de la ciutat, ja es troben documentades al segle xiv, si bé es té notícia d'actes festius que es van organitzar amb motiu d'aquesta diada a partir de 1636, any que està documentada la celebració del correbou, ball a la plaça i seguidilles.
És una de les festes majors estivals més concorreguda de Catalunya i es caracteritza pel gran nombre d'actes i concerts a l'aire lliure. Es desenvolupen íntegrament dins de la ciutat, sobretot al nucli antic. Un dels actes més destacats és el ball de gegants, nans i cavallets a la Plaça Major de la vila. Els Gegants d'Olot, el Gegant i la Gegantessa, encapçalats pel Cap de Lligamosques són les figures més representatives.

## Descripció

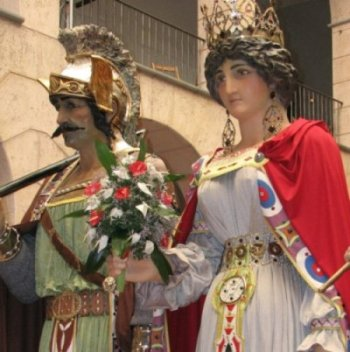
Els Gegants d'Olot

L'esquema actual de la festa configurat pels actes més tradicionals ja s'estructura a partir de l'any 1850. El dia 8, diada de les Mares de Déu Trobades (la Mare de Déu del Tura n'és una), comença la festa amb una ofrena floral a la imatge, seguida de la Missa Solemne i la processó. Els actes més populars i més esperats pel públic són els que hi participen els gegants, els nans i els cavallets, que a Olot anomenen cabeçuts i cavallets. Els olotins tenen un especial afecte per aquestes figures, que assumeixen popularment la categoria de símbols de la població. Els gegants són les figures més emblemàtiques, les testes són veritables obres escultòriques d'artistes d'anomenada com Miquel Blay i Celestí Devesa. Van acompanyats del famós Lligamosques, un capgròs dels més antics documentats a Catalunya. El conjunt de capgrossos, tots amb testes diferents, té un aspecte molt arcaic i són dels únics que porten llances com era comú al segle xix. Els cavallins enamoren sobretot per les evolucions de la seva dansa.
L'acte central se celebra el migdia del dia de la Mare de Déu del Tura, amb la plaça plena de gent, on els nans, els gegants i els cavallets, per aquest ordre, executen la seva dansa al so de la cobla, en un ritu repetit que tothom coneix i que es desenvolupa amb la màxima sobrietat i solemnitat.
La festa compta també amb tot un seguit d'actes tradicionals com les revetlles; el concurs de carrosses anomenat “Cos Iris”, molt popular al segle xix i principis del XX; les sardanes, el correfoc, la popular Tornaboda i el correbou. La tradició taurina d'Olot ve avalada per comptar amb la segona plaça de braus més antiga de la península. Olot compta també amb un conjunt de gegants, bestiari i capgrossos de barris que tenen el seu paper a la festa participant en la cercavila de la Farandola olotina.
Pel que fa a les activitats nocturnes, destaca la Turinada que està esdevenint la festa nocturna més multitudinària, esbojarrada i popular. Aquesta és una festa/rua que travessa el centre d'Olot acabant al carrer del Tura, on se celebra el Ball de l'Hora, comprimit per la multitud, amb molts decibels, aigua i globus gegants. Tot i no dur gaire més de 15 edicions, la Turinada s'està consolidant com una autèntica tradició olotina.
Altres actes que tenen lloc durant aquests dies són els concerts de música, "La Batalla de les Flors" -desfilada de carrosses i batalla de confeti-, competicions esportives, curses de braus, el correfoc a càrrec de Pim Pam Pum Foc i, darrerament, els "encierrus". Una bona mostra de la participació ciutadana a les propostes festives són també l'Estirada de corda o el concurs de Llançament de Pinyol d'Oliva. Les festes del Tura es clouen cada any amb una gran exhibició pirotècnica seguida de nou pel tradicional Ball dels Gegants, amb espelmes, a la plaça Major.

## Personatges de les festes

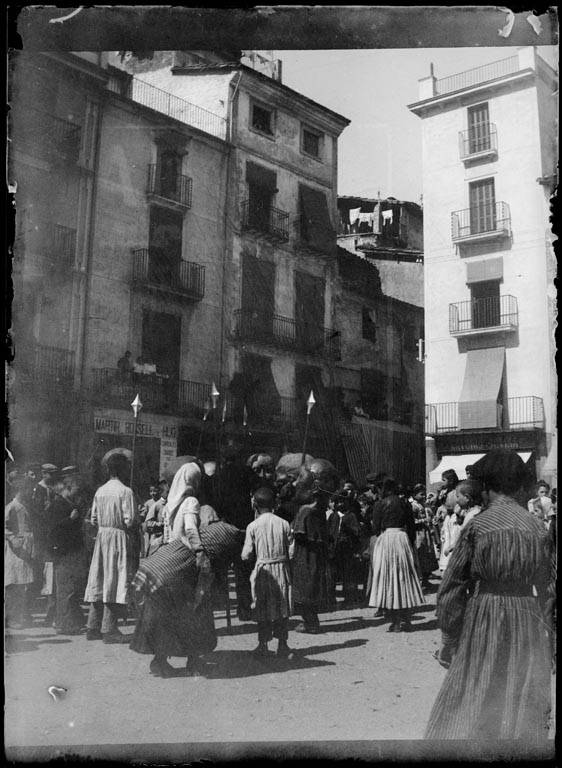
Capgrossos a la plaça Major d'Olot en la seva festa major. Màrius Aguirre i Serrat-Calvó (entre 1888 i 1910).

Els Gegants d'Olot, nans o cabeçuts i cavallets o cavallins, juntament amb la resta de la faràndula, com l'Àliga Vella, l'Àliga Nova, el Bou, el Drac del Carme, el Pollastre, el Conill amb els dos Conillets, la Vaca Simforosa, el Gat, el Porc i el Xai, en Clam, els gegants i cap de lligamosques de Sant Miquel; els gegants de Sant Francesc, els gegants de la Caixa; els gegants, cabeçuts, cavallets i cap de lligamosques de sant Cristofol i mas Bernat; els gegants de Pequín, el Cucut i la Xurruca, el Pubill i la Pubilla, l'Apotecari i Senyora, els Gegants i cap de Lligamosques de l'Art Cristià (que actualment no surten); el Nen de Rialles i els Sols, la Cabreta del Cornamusam, en Croscat i la Margarida i la Bisaroca; en Jepet i la Cisqueta, el Gallarut, els capgrossos de l'Eixample, el Santonegro, el Mussol i els mussolets, són en diverses ocasions d'aquestes dates els protagonistes en els diversos cercaviles que volten pels carrers d'Olot.

## Reconeixements
L'any 1996 es va declarar com a Festa Tradicional d'Interès Nacional i l'any 2010 (el mes de novembre) la van declarar com a Festa Patrimonial d'Interès Nacional. El 12 de novembre de 2012, va rebre el premi ARC com a millor programació musical de Festa Major.

## Cartell
Un dels elements essencials de les Festes del Tura és el cartell. Històricament hi ha hagut èpoques que el cartell era encarregat a un artista rellevant de la ciutat i altres èpoques que s'elegia a través d'un concurs on qualsevol persona pot presentar la seva proposta de cartell i un jurat l'elegeix. Actualment s'alternen els dos models, un any s'encarrega directament i l'any següent es fa concurs de cartells. Els cartellistes han estat:
- 1956: Jordi Farjas i Darnés
- 1957: Josep M. Dou i Camps
- 1958: Sebastià Congost i Pla
- 1959: Marià Oliveras Vayreda
- 1960: Xavier Carbonell i Serra
- 1961: Francesc X. Mas Demiquels
- 1962: Jordi Farjas i Darnés
- 1963: Joan Vilà Moncau
- 1964: Joan Granados
- 1965: Rafael Griera
- 1966: Xavier Carbonell i Serra
- 1967: Xavier Carbonell i Serra
- 1968: Ramon Teixidor i Arderiu
- 1969: Ramon Teixidor i Arderiu
- 1970: Ramon Teixidor i Arderiu
- 1971: Ramon Teixidor i Arderiu
- 1972: Jesús Coma
- 1973: Jesús Coma
- 1974: Kim Domene
- 1975: Nicolau Gironés
- 1976: Miquel Plana
- 1977: Josep M. Peré Solanilla
- 1978: Jaume Bach
- 1979: Rosa Serra
- 1980: Kim Domene
- 1981: Miquel Plana
- 1982: Ramon Planes
- 1983: Joan Armengol - Magda Pujolàs
- 1984: Josep M. Creus
- 1985: Narcís Coderch
- 1986: Jordi Domènech
- 1987: Jordi Arrey
- 1988: Ester Jaume[4]
- 1989: Magda Pujolàs
- 1990: Anna Manel·la
- 1991: Joan Armengol
- 1992: Miquel Ferrés
- 1993: Esteve Planella
- 1994: Tat Vilà
- 1995: Kim Domene
- 1996: Tavi Algueró
- 1997: Xavier Bulbena
- 1998: Marcel Dalmau
- 1999: Pere Rovira
- 2000: Pep Solé
- 2001: Carles Congost
- 2002: Carles Congost
- 2003: Teia Boada
- 2004: Pere Plana i Puig (Planapuig)
- 2005: Xevi Prat
- 2006: Joan Clapera Mayà
- 2007: Daniel Colomer
- 2008: Juli Batallé.[5]
- 2009: Jaume Vilanova, amb la col·laboració de Lluc Llobet.[6]
- 2010: Rafael Griera.[7]
- 2011: Carles Cargol.[8]
- 2012: Rita Martorell.[9]
- 2013: Albert Parés.[10]
- 2014: Àngel Rigall.[11]
- 2015: Ainhoa Díaz.[12]
- 2016: David Lòpez.
- 2017: Roser Matas.
- 2018: Pep Sau.[13]
- 2019: Albert Roura
- 2021: Lluís Juanola
- 2022: Eloi Casanovas[14]
- 2023: Elies Plana.[15]
- 2024: Janina Bach Pujol
- 2025: Eduard Sacrest "Rice"[16]

## Pregoners
- 1966: Josep Munteis
- 1967: Carles Sentís
- 1968: Esteve Bassols Montserrat
- 1969: Joan Teixidor
- 1970: Andreu Avel·lí Artís, àlies Sempronio.
- 1971: Antoni Noguera Massa
- 1972: Martí Bassols
- 1973: Lluís Miravitlles
- 1974: Joan Gich Bech de Careda
- 1975: Xavier Montsalvatge
- 1976: Albert Dou
- 1977: Martirià Llosas Serrat-Calvó
- 1978: Ramon Mulleras Cascante
- 1979: Miquel de Garganta
- 1980: Ramon Pla i Coral
- 1981: Esteve Puigmal
- 1982: Maria del Tura Bolòs
- 1983: Alexandre Cuèllar
- 1984: Josep Faulí
- 1985: Eduard de Balle
- 1986: Quim Monzó
- 1987: Joan Casulà
- 1988: Salvador Alsius
- 1989: Miquel Calzada
- 1990: Joan Grau
- 1991: la Farinera d'Olot
- 1992: Martí Bassols
- 1993: Joan Barril
- 1994: Joan M. Pujals
- 1995: Josep Puigbó
- 1996: Joan Hortalà
- 1997: Pere Planella
- 1998: Mn. Jaume Llagostera
- 1999: Toni Soler
- 2000: Joan Fageda
- 2001: Quadre de veus de Ràdio Olot
- 2002: Xavier Casas Masjoan
- 2003: Jordi Oliveras
- 2004: Domènec Moli
- 2005: Margarida Casacuberta
- 2006: Jordi Pujiula
- 2007: Déu n'hi duo
- 2008: Cristóbal Colon Palasí
- 2009: Gaspar Hernàndez
- 2010: Pim Pam Pum Foc
- 2011: Club Patinatge Artístic Olot
- 2012: Òmnium Cultural de la Garrotxa
- 2013: Sr. Faus
- 2014: AOAPIX
- 2015: Pep Nogué
- 2016: Col·lectiu de Tures de la Ciutat d'Olot
- 2017: Pere Ribes Grabuleda
- 2018: Carnavalesca d'Olot i Castellfollit de la Roca.[13]
- 2019: Mn. Joan Soler
- 2021: Unió Esportiva Olot
- 2022: Tavi Algueró i Àngel Rigall[17]
- 2023: Club Hoquei Olot.
- 2024: AV Barri de Pequín
- 2025: Bombers d'Olot[18]